# (6565) Reiji
(6565) Reiji es un asteroide perteneciente al cinturón de asteroides, región del sistema solar que se encuentra entre las órbitas de Marte y Júpiter.
Fue descubierto el 23 de marzo de 1992 por Kin Endate y Kazuro Watanabe desde el observatorio de Kitami.

## Designación y nombre
Designado provisionalmente como 1992 FT, fue nombrado en honor a Reiji Shin Matumoto (1938-2023), cuyas numerosas caricaturas científicas son muy apreciadas entre los jóvenes de Japón. Como director principal del Club de Jóvenes Astronautas de Japón, se esforzó por educar a las futuras generaciones para que participen en el desarrollo del espacio.

## Características orbitales
Reiji está situado a una distancia media del Sol de 2,171 ua, pudiendo alejarse hasta 2,237 ua y acercarse hasta 2,106 ua. Su excentricidad es 0,030 y la inclinación orbital 2,398 grados. Emplea 1168,79 días en completar una órbita alrededor del Sol.

## Características físicas
La magnitud absoluta de Reiji es 14,34.